# Fuentes de Nava
Fuentes de Nava é um município da Espanha na província de Palência, comunidade autónoma de Castela e Leão, de área 60,51 km² com população de 761 habitantes (2007) e densidade populacional de 12,77 hab/km².

## Demografia
| Variação demográfica do município entre 1991 e 2004 | Variação demográfica do município entre 1991 e 2004 | Variação demográfica do município entre 1991 e 2004 | Variação demográfica do município entre 1991 e 2004 |
| --------------------------------------------------- | --------------------------------------------------- | --------------------------------------------------- | --------------------------------------------------- |
| 1991                                                | 1996                                                | 2001                                                | 2004                                                |
| 936                                                 | 851                                                 | 792                                                 | 774                                                 |